# Аристодем Милетский
Аристодем (др.-греч. Ἀριστόδημος) — один из наиболее старых и доверенных соратников диадоха Антигона.
Сведения о жизни Аристодема в античных источниках отрывочны, зачастую носят предположительный характер. Аристодем выполнял наиболее ответственные дипломатические поручения Антигона. Так, он смог убедить диадоха Полиперхона перейти на сторону своего патрона, участвовал в заключении мирного договора 311 года до н. э., который завершил Третью войну диадохов. В 306 году до н. э. Аристодем был одним из главных действующих лиц в «театральной постановке», завершившейся коронацией Антигона.

## Биография
Аристодем родился в ионийском городе Милете на побережье Эгейского моря в семье Парфения. Согласно Плутарху, «по слухам», он был сыном повара. Возможно, в данном случае античный историк перепутал Аристодема с другим соратником Антигона Евтропионом. По мнению современных историков, Аристодем стал приближённым Антигона ещё в то время, когда тот во время походов Александра Македонского был назначен сатрапом Фригии. Вероятно, Аристодем был в числе ближайших приближённых Антигона, с которыми он в 322 году до н. э. бежал на афинских кораблях в Европу. Возможно, около 319 года до н. э. Аристодем участвовал в посольстве к регенту Македонской империи Антипатру со стороны Антигона, в которое также входил Иероним Кардийский со стороны Эвмена.
Впервые в античных источниках Аристодем упомянут в контексте событий 319 года до н. э. когда Антигон находился в Кретополе, Аристодем прибыл к нему с новостью о смерти регента Македонской империи Антипатра и назначении новым опекуном македонских царей Полиперхона.
В 315 или 314 году до н. э. Антигон передал Аристодему 1000 талантов и отправил его на Пелопоннес, чтобы заключить союз с Полиперхоном и его сыном Александром, а также набрать войско для войны с Кассандром. Миссия Аристодема была успешной. Он смог заручиться поддержкой спартанских властей и навербовал 8 тысяч воинов на Тенароне. Также Аристодем заключил союз с Полиперхоном, который получил статус «стратега Пелопоннеса». Возможно, Полиперхон, по настоянию Аристодема, отказался от титула регента Македонской империи, который в 319 году до н. э. он получил от престарелого Антипатра и признал верховную власть Антигона. Сын Полиперхона Александр отплыл к Антигону в Азию для ведения переговоров.
Вследствие действий Аристодема сатрап Египта Птолемей был вынужден отправить свой флот под командованием Поликлита в Пелопоннес. С севера в Центральную Грецию с войском отправился Кассандр. Аристодем вместе с Александром попытался вынудить гарнизоны Кассандра покинуть города Пелопоннеса. Однако планы Аристодема были сорваны изменой Александра, который перешёл на сторону Кассандра, что заставило Аристодема существенно изменить свои планы о ведении военных действий в Пелопоннесе. Аристодем отправился в Этолию, где убедил граждан перейти на сторону Антигона. После этого он вновь отправился из Этолии в Пелопоннесс, где заставил Александра с элейцами снять осаду с Киллены. Затем Аристодем последовал в Ахайю, где освободил Патры и Эгион, после чего вновь отплыл в Этолию. Впоследствии Антигон отправил в Грецию войска во главе своих племянников Телесфора и Полемея, которым Аристодем передал командование над своими воинами. В 311 году до н. э. Полемей отправил Аристодема в сопровождении представителя Кассандра и Лисимаха Препелая в Азию к Антигону для обсуждения условий мирного договора. В том же году Антигон отправил посольство, в которое входили Аристодем, Эсхил и Гегесий, к Птолемею.
В 307 году до н. э. Аристодем сопровождал сына Антигона Деметрия и вёл от его имени переговоры о капитуляции правителя Афин Деметрия Фалерского. Возможно, во время этого визита Аристодем вступил в прямой контакт с лидером радикальных демократов Стратоклом и передал пожелание Антигона об обожествлении в Афинах. После того как Деметрий Фалерский покинул город, афиняне оказали Аристодему соответствующие почести. Возможно, Аристодем входил в число гонцов, которых Деметрий отправил к отцу с вестью о ниложении Деметрия Фалерского.
В 306 году до н. э. Аристодем находился в свите Деметрия во время битвы при Саламине на Кипре. После сражения Деметрий отправил Аристодема к своему отцу Антигону с вестью о победе. Согласно античной легенде, по прибытии в Азию Аристодем приказал всем воинам оставаться на корабле, а сам, сохраняя безмолвие, неторопливо отправился к Антигону. Антигон приказал своим приближённым узнать о результатах сражения. Однако Аристодем продолжал хранить молчание. Нетерпение Антигона достигло крайних пределов и он встретил Аристодема у дверей своего дворца. Подойдя совсем близко, Аристодем вытянул правую руку и громко сказал: «Радуйся и славься, царь Антигон, мы победили Птолемея в морском бою, в наших руках Кипр и шестнадцать тысяч восемьсот пленных!» На это Антигон ответил: «И ты, клянусь Зевсом, радуйся, но жестокая пытка, которой ты нас подверг, даром тебе не пройдет — награду за добрую весть получишь не скоро!»
Обращение к Антигону «Царь», согласно античной традиции, было неслучайным. Воодушевлённая вестью о блестящей победе толпа подхватила обращение Аристодема и провозгласила Антигона царём. Приближённые диадоха принесли диадему и короновали своего правителя. По мнению современных историков, описанная Плутархом история не является полной выдумкой. Аристодем относился к числу ближайших советников Антигона. Судя по информации из Плутарха у друзей Антигона была приготовлена корона, а Антигон без особых возражений принял царский титул. По мнению историков, в данном случае имела место заранее подготовленная театральная постановка, целью которой было произвести впечатление на толпу и короновать Антигона. А. С. Шофман даже утверждал, что царский сан Антигону «был пожалован … при ликующих возгласах армии Аристодемом».
Одна из эпиграфических надписей 306/305 года до н. э. упоминает Аристодема на посту стефанефора, который помогал эфесцам в их борьбе за свободу от налогообложения. По мнению Р. Биллоуза, в данном случае Аристодем выступал в качестве доверенного лица Антигона, которому было поручено решение данного вопроса.

## Оценки
Плутарх охарактеризовал Аристодема как «первого льстьца среди всех придворных» Антигона. Данная характеристика, по мнению современных историков, несправедлива. Аристодем был одним из наиболее влиятельных приближённых Антигона. Он принадлежал к кругу близких друзей диадоха, ему поручали наиболее ответственные задания, а также он входил в число участников военного совета при Антигоне. Также, Аристодем был финансовым советником Антигона. Плутарх, называя Аристодема «первым льстьцом», по мнению Р. Биллоуза, экстраполировал влияние льстецов Деметрия Полиоркета на его отца Антигона.
Р. Биллоуз назвал Аристодема «специалистом по урегулированию проблем дипломатическим путём» на службе у Антигона. По мнению историка, Аристодем относился к числу греческих коллаборантов, с помощью которых Антигон налаживал отношения с греческими полисами.

### Исследования
- Нефедов К. Ю. Культ первых Антигонидов в Афинах: новая интерпретация // Кондаковские чтения Ι. Проблемы культурной преемственности. — Белгород, 2005. — С. 83—94.
- Шофман А. С. Распад империи Александра Македонского / Печатается по постановлению редакционно-издательского совета Казанского университета. Отв. редактор В. Д. Жигунин. — Казань: Издательство Казанского университета, 1984.
- Billows R. Antigonos the One-eyed and the Creation of the Hellenistic State (англ.). — Berkeley; Los Angeles; London: University of California Press, 1997. — ISBN 0-520-06378-3.
- Grainger J. D. Antipater’s Dynasty (англ.). — Yorkshire; Philadelphia: Pen & Sword Military, 2019. — 271 p. — ISBN 978-1-52673-088-6.
- Heckel W. Who's Who in the Age of Alexander and his Successors. From Chaironea to Ipsos (338—301 BC) (англ.). — Barnsley: Greenhill Books, 2021. — 554 p. — ISBN 978-1-78438-648-1.
- Kirchner J.[нем.]. Aristodemos 16 // Paulys Realencyclopädie der classischen Altertumswissenschaft :  [нем.] / Georg Wissowa. — Stuttgart : J. B. Metzler’sche Verlagsbuchhandlung, 1895. — Bd. II, 1. — Kol. 923—924.
- Rose T. C. A historical commentary on Plutarch’s Life of Demetrius (англ.) / A thesis submitted in partial fulfillment of the requirements for the Doctor of Philosophy degree in Classics in the Graduate College of The University of Iowa Thesis Supervisor: Professor John F. Finamore. — Iowa City, Iowa: The University of Iowa, 2015. — doi:10.17077/etd.l3arbfzu.